# Sociedad Chilena de Infectología
La Sociedad Chilena de Infectología (Sochinf) es una sociedad científica chilena, fundada en 1983 y que tiene como objetivo fundamental el desarrollo científico de la especialidad médica de la infectología en el país. Su actual presidente es el Dr. Ernesto Payá González.

## Historia
La organización nace después de que los doctores Marcelo Wolff y Guillermo Acuña, completaran una beca de perfeccionamiento en Estados Unidos. Al volver, Guillermo acude a la oficina de su antiguo profesor de Microbiología, para plantearle la idea de crear una sociedad chilena de infectología. Con apoyo de la sociedad médica, que convocó a potenciales participantes, el 28 de mayo de 1983 se funda la Sochinf.

## Objetivos
De acuerdo a sus estatutos, sus principales objetivos son: fomentar estudios científicos en los distintos aspectos de esta especialidad, organizar actividades con el fin de difundir y actualizar los conocimientos de la infectología, estimular el perfeccionamiento de la enseñanza e investigación en el campo, facilitar el intercambio de conocimiento entre profesionales que desarrollen actividades relacionadas con la infectología, asesorar en problemas infectológicos a las instituciones que lo soliciten y establecer relaciones de enlace con sociedades congéneres del extranjero.

## Actividades
Junto a otras sociedades científicas de Chile, Sochinf participa en diversos comités consultivos en materias de salud pública, entre los que se incluyen:
- Comité Consultivo de Inmunizaciones, formada en 1996 junto a las sociedades chilenas de Pediatría, de Alergia e Inmunología, y de Epidemiología, se aboca al estudio continuo y en profundidad de tópicos relevantes para el país en inmunización activa y pasiva.
- Comité Consultivo de Infecciones Asociadas a la Atención en Salud: creado en 1997 con el objeto de generar capacitaciones para médicos en el control de infecciones, incluyendo a médicos que están en etapa de formación, y revisar pautas y emitir recomendaciones respecto de control de las infecciones intrahospitalarias.
- Comité de Infecciones Emergentes: se encarga de la difusión de nuevas enfermedades, detección mediante la sospecha clínica, cambios en su comportamiento, estudio por técnicas de laboratorio y recomendaciones para la población general.
- Comité Consultivo de VIH: se formó en 1997 con el fin de analizar situaciones generales y específicas relacionadas con la infección por VIH y entregar pronunciamientos consensuados sobre ellas.
- Comité de Microbiología Clínica, se creó el 18 de julio de 2000, luego de la fusión de los dos grupos de trabajo microbiológico creados en 1998, el Comité de Resistencia Antimicrobiana, y el Comité de Microbiología. Se encarga del desarrollo del diagnóstico microbiológico y la prevención y control de la emergencia de resistencia antimicrobiana a nivel nacional.
- Comité de Infecciones en Pacientes Inmunocomprometidos, se dedica al estudio de las enfermedades infecciosas en pacientes inmunocomprometidos no VIH: pacientes hematooncológicos, trasplantados de órganos sólidos y usuarios de inmunosupresores.
- Comité de Antimicrobianos, propender al uso, desarrollo y actualización de  guías terapéuticas para las patologías  más relevantes que requieran de la utilización de antimicrobianos, fomentando la vigilancia de utilización y la investigación en los tópicos relacionados con el tema, constituyéndose así en  un referente permanente en estas materias.
- Comité Consultivo de Infecciones Neonatales, creado en 2013, estudia el área específica de las infecciones neonatales desde el período de recién nacido.

Producto del trabajo de estos comités, Sochinf emite recomendaciones y consensos sobre infectología como lineamientos para la sociedad médica nacional. Asimismo, publica la Revista Chilena de Infectología y realiza anualmente el Congreso Chileno de Infectología, así como cursos presenciales y en línea.
Durante la pandemia de enfermedad por coronavirus en Chile de 2020, la Sochinf conformó una mesa técnica para recabar información sobre la situación diagnóstica de los centros de salud en Chile y monitorear el trabajo de la autoridad sanitaria.